# Pitkä-Kohma
Pitkä-Kohma är en sjö i kommunerna Leppävirta och Heinävesi i landskapen Norra Savolax och Södra Savolax i Finland. Sjön ligger 93,4 meter över havet. Den är 8,7 meter djup. Arean är 51 hektar och strandlinjen är 8,79 kilometer lång. Sjön  ingår i Vuoksens huvudavrinningsområde.   Den ligger omkring 56 kilometer sydöst om Kuopio, omkring 110 kilometer nordöst om S:t Michel och omkring 320 kilometer nordöst om Helsingfors. 